# Zasavica (Federacja Bośni i Hercegowiny)
Zasavica – wieś w Bośni i Hercegowinie, w Federacji Bośni i Hercegowiny, w kantonie środkowobośniackim, w gminie Dobretići. W 2013 roku liczyła 140 mieszkańców, z czego większość stanowili Chorwaci.